# Johannes Heinzelmann

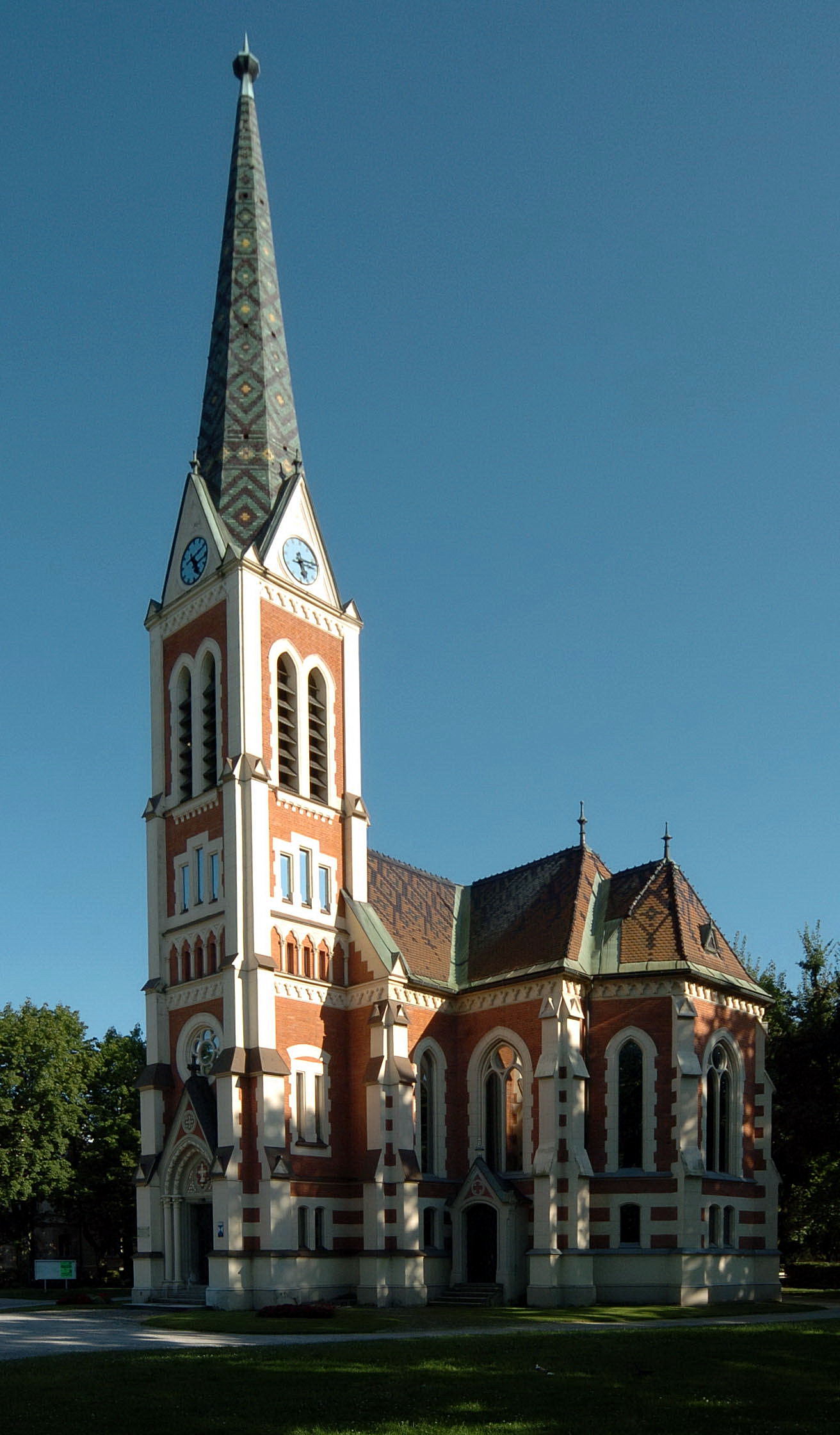
Evangelische Kirche im Stadtpark, Villach, lange Jahre die Wirkungsstätte von Johannes Heinzelmann

Johannes Heinzelmann (* 15. April 1873 in Halberstadt; † 14. Jänner 1946 in Linz) war ein österreichischer evangelischer Theologe und von 1928 bis 1945 Superintendent der Diözese Wien.

## Leben und Wirken
Heinzelmann wurde 1873 in Halberstadt bei Magdeburg in eine Familie evangelischer Theologen geboren. Er studierte von 1892 bis 1896 in Tübingen, Halle und Berlin Theologie. 1899 ging er nach Österreich, um in der evangelischen Diaspora seelsorgerisch zu arbeiten. In Görz lernte er die evangelische Gräfin Elvine de La Tour kennen. Sie vermittelte ihm eine Stelle als Pfarrvikar in Villach, wo rund 500 Protestanten lebten, die aber keine eigene Pfarre besaßen. Die Filialgemeinde baute damals bereits eine eigene Kirche, bis zu deren Fertigstellung fanden Predigten und Gottesdienste Heinzelmanns im Turnsaal des Gymnasiums statt.
1902 wurde Heinzelmann der erste Pfarrer der neuen evangelischen Gemeinde Villach. Er war jedoch stets auch außerhalb seiner Gemeinde sehr aktiv. So brachte ihn seine Vortragstätigkeit in den gesamten deutschen Sprachraum.
Im Alter von 55 Jahren, 1928, wurde Heinzelmann zum Superintendenten der Diözese Wien gewählt, die damals neben Wien auch Niederösterreich, die Steiermark und Kärnten umfasste.
Am 30. Mai 1934 wurde Heinzelmann von den Superintendenten zum Vertrauensmann und bevollmächtigten Sprecher gewählt. Hintergrund war, dass die 1931 auf der zweiten Generalsynode verabschiedete Kirchenverfassung, die die Unabhängigkeit der evangelischen Kirche vom Staat herstellen sollte, vom staatlichen Oberkirchenrat unter Viktor Capesius erst nach drei Jahren an das zuständige Unterrichtsministerium weitergeleitet worden war. Capesius hatte sich damit als Vertreter der Kirche diskreditiert. Heinzelmann führte den inoffiziellen Titel eines Bischofs, wie er in der neuen, nicht geltenden Kirchenverfassung vorgesehen war. Die evangelischen Gemeinden bezeichneten ihn als Notbischof. Zu den beginnenden Verhandlungen über die Kirchenverfassung wurde Heinzelmann nicht zugezogen, erst im Oktober 1935 kam es zu einem ersten Gespräch mit Bundeskanzler Kurt Schuschnigg, dem ab 1936 intensive Verhandlungen auf Expertenebene folgten.
Im Juli 1936 protestierte Heinzelmann gegen die Anordnung von Capesius, kirchliche Gedächtnisfeiern für den 1934 ermordeten Bundeskanzler Engelbert Dollfuß durchzuführen. Dies trug ihm die Bezeichnung „Nazisuperintendent“ ein. Heinzelmann war der Ansicht, die Erinnerung an den Schöpfer des katholischen Österreich solle man der katholischen Kirche überlassen.
1937 waren die Verhandlungen über das neue Protestantengesetz weit fortgeschritten, Bischof Heinzelmann nahm an den letzten Verhandlungsrunden persönlich teil. Die Novelle kam aber bedingt durch den Anschluss Österreichs nicht mehr zustande. Heinzelmann empfahl den evangelischen Geistlichen, der Vaterländischen Front beizutreten. Die Empfehlung blieb nicht unumstritten, ihr folgten 122 Geistliche. Neben 45 Pfarrern und Vikaren blieb auch Heinzelmann selbst der VF fern.
Während der Zeit des Ständestaates kam es zu einer Symbiose zwischen evangelischen Einrichtungen und dem Nationalsozialismus. Die evangelische Kirche galt gleichsam als „Nazikirche“.
Im Neujahrshirtenbrief 1938 rief er zum Frieden mit dem Ständestaat auf und kritisierte die NS-Weltanschauung fundamental. Dies wurde in weiten Kreisen des großteils bereits nationalsozialistisch eingestellten Kirchenvolkes unfreundlich aufgenommen, in vielen Gemeinden wurde der Hirtenbrief erst gar nicht verlesen. Er wurde mit Bezeichnungen wie „Bekenntnispfaffe“, „Rompilger“ oder „Bekenntnisschwein“ versehen. Heinzelmann legte noch im Jänner sein Bischofsamt nieder. Seine Kritik am Nationalsozialismus bekräftigte er in einem Schreiben Ende Jänner jedoch noch, insbesondere am Mythus Alfred Rosenbergs.
Nach dem Anschluss im März 1938 setzte er demonstrative Akte des Widerstands, so besuchte er nach der Reichspogromnacht jüdische Geschäftsleute. Er verblieb als Pfarrer in Villach. 1944 führte er in seiner Funktion als ältester Superintendent seinen Schwiegersohn Gerhard May in das Bischofsamt ein. Schwer krank zog er zu seiner Tochter nach Linz. Hier verstarb er am 14. Jänner 1946 im Alter von 72 Jahren. Ein Angebot der Stadt Villach, ihm ein Ehrengrab zu widmen, schlug die Familie aus.

## Werke
Heinzelmann dichtete zum „Tage der ‚Glockenabnahme‘“ (im Ersten Weltkrieg, in/vor 1917) für die evangelische Gemeinde in Villach in Kärnten ein 6-strophiges Lied, zu singen nach der Weise Befiehl du deine Wege.

## Belege
1. 1 2 3 4  Anton Kreuzer: Kärntner Biographische Skizzen. 14. – 20. Jahrhundert. Kärntner Druck- und Verlagsgesellschaft, Klagenfurt 1999, ISBN 3-85391-166-8, S. 136–138.
2. 1 2 3 4  Maximilian Liebmann: Die evangelische Kirche in der Ersten Republik und im autoritären Ständestaat. In: Rudolf Leeb, Maximilian Liebmann, Georg Scheibelreiter, Peter G. Tropper: Geschichte des Christentums in Österreich. Von der Spätantike bis zur Gegenwart. Ueberreuter, Wien 2005, ISBN 3-8000-3982-6, S. 417–422.
3. ↑  Liedzettel zur Glockenabnahme in der Kirchenchronik der Ev. St.-Nikolai-Kirchengemeinde in 63674 Altenstadt.

| Personendaten    | Personendaten                                |
| ---------------- | -------------------------------------------- |
| NAME             | Heinzelmann, Johannes                        |
| KURZBESCHREIBUNG | österreichischer Theologe und Superintendent |
| GEBURTSDATUM     | 15. April 1873                               |
| GEBURTSORT       | Halberstadt                                  |
| STERBEDATUM      | 14. Januar 1946                              |
| STERBEORT        | Linz                                         |